# A Bahama-szigetek címere

A Bahama-szigetek címerét 1971-ben fogadták el, és Amerika felfedezésére utal a jelkép. A pajzs vízszintesen két részre osztott, felül kék színű, egy felkelő nappal, alul fehér és Kolumbusz Kristóf hajója, a Santa Maria úszik a habokon. A pajzsot egy kardhal és egy flamingó tartja. A pajzs alatt az ország jelmondata olvasható: „Forward, Upward, Onward, Together” (Előre, felfelé, tovább, együtt).